# Retranchement (plaats)

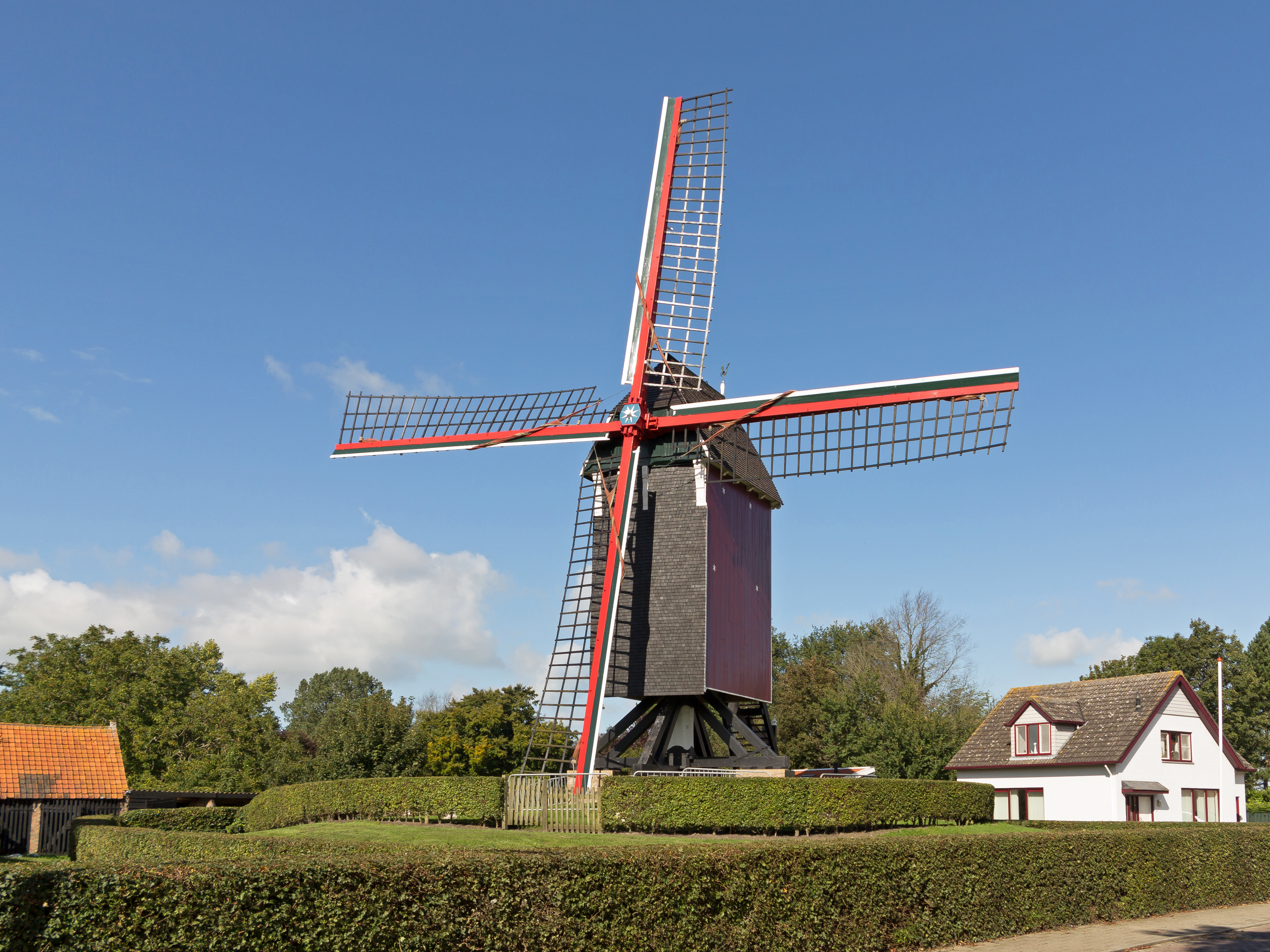
De molen van Retranchement

Retranchement is een plaats in de gemeente Sluis, in de Nederlandse provincie Zeeland. De plaats, in het westen van de regio Zeeuws-Vlaanderen, ligt aan de grens met België tussen het Belgische Knokke-Heist en het Nederlandse Cadzand. Het dorp telt 275 inwoners (1 januari 2023).

## Toponymie
Retranchement is het Franse woord voor verschansing in de vorm van een aarden wal zonder vaste vorm.

## Geschiedenis
Het omwalde dorp Retranchement is een overblijfsel van een veel groter geheel van versterkingen dat bedoeld was om de Staatse oever van het Zwin te beschermen.
In 1604 werd er door Prins Maurits een bescheiden versterking aangelegd waar slechts enkele soldaten met hun gezinnen woonden.
Dit geheel bestond uit het Retranchement Cadsandria met Fort Oranje in het noorden en Fort Nassau in het zuiden, die op 1 km afstand van elkaar waren gelegen en omstreeks 1621 werden gebouwd. Tussen 1630 en 1640 werd de omwalling met drie bastions aangelegd die het dorp Retranchement ook tegenwoordig nog omsluit en zich tussen beide forten in bevindt. Vroeger waren er aan de landzijde twee poorten: de Zandpoort en de Slijkpoort. Deze zijn volledig verdwenen.
In 1643 kwam daar nog de redoute Berchem bij, die op de westelijke punt van de Bewesten Terhofstedepolder werd gebouwd, ongeveer 1 km ten zuiden van het huidige dorp. Deze redoute werd maar enkele tientallen jaren benut, maar in 1784 werd deze weer voor korte tijd in gebruik genomen.
Bij de stormvloed van 1682 zakte een deel van het Fort Oranje weg in het Zwin en men heeft daarop een dam aangelegd om de verdedigingswerken tussen beide forten tegen de zee te beschermen. Uit deze Boerendam, de huidige Molenstraat, ontwikkelde zich het huidige dorp.
Tot 1970 was Retranchement een zelfstandige gemeente. In dat jaar werd het bij de gemeente Sluis gevoegd. Van 1995-2003 behoorde het bij Sluis-Aardenburg, daarna bij Sluis.

## Vroegere tram/buurtspoorwegen
Retranchement was een grensovergang en overstapplaats tussen de metersporige Belgische buurtspoorwegen (NMVB), de kusttram en de in 1926 geopende tramlijn Breskens - Sluis van de Stoomtram-Maatschappij Breskens - Maldeghem (SBM).
De elektrische tramverbinding met Knokke werd op 4 juli 1929 geopend en op 30 augustus 1939 opgeheven. Na de Tweede Wereldoorlog werd de tramlijn opgebroken. Deze internationale tramlijn kende vooral (’s zomers) toeristisch vervoer, maar had geen reguliere dienstregeling. Wel werden doorgaande tramdiensten van Breskens naar de Belgische kusttram ingelegd.
Op de tramlijn naar Breskens en Sluis werd vanaf 1 augustus 1948 het reizigersvervoer gestaakt, in september 1949 werd ook het goederenvervoer stilgelegd en de tramsporen opgebroken. Sinds 1948 wordt het vervoer verzorgd door busdiensten.

## Bezienswaardigheden
Retranchement is een bezienswaardig vestingdorp.
- De Wallen van Retranchement, aangelegd in 1604 volgens het oud-Nederlands vestingstelsel, vormen een natuurgebied dat veel landschapselementen met elkaar verbindt, zoals dijken, weiden, hagen en bomen. Restanten van de forten "Oranje" en "Nassau" zijn er nog te vinden. Over deze wallen ligt een wandelroute van ca. 4,5 kilometer.
- In het dorp bevindt zich een eenvoudig protestants zaalkerkje uit 1630. Uit die tijd dateert ook de preekstoel. Het ondervond oorlogsschade ten gevolge van de Tweede Wereldoorlog maar werd in 1948 gerestaureerd waarna in 1955 ook het interieur werd hersteld.
- De Retranchementse molen is een houten standerdmolen uit 1643.
- De Drieling van Retranchement, drie grenspalen aan de sinds 1873 ingepolderde Zwingeul met alle hetzelfde nummer 364, ter markering van de grens tussen Nederland en België. Meer in het bijzonder gaat het om grenspaal 364 (de middelste) en de hulpgrenspalen (ook 'verklikkers' genoemd) 364A (op het grondgebied van het Belgische Westkapelle) en hulpgrenspaal 364B aan het Nederlandse Fort Nassau.[3]

## Natuur en landschap
Retranchement ligt nabij het natuurgebied Het Zwin. Ook ligt daar de Passageule, hier Uitwateringskanaal naar de Wielingen genaamd. De Wallen van Retranchement vormen eveneens een natuurgebied. Het is een onderdeel van de Staats-Spaanse Linies die in het aangrenzende België hun voortzetting vinden in de Linie van Cantelmo.
Retranchement ligt in het zeekleipoldergebied op een hoogte van ongeveer 1 meter. Een nabijgelegen buurtschap is Terhofstede. De omgeving, waarin voornamelijk akkerbouw wordt bedreven, kenmerkt zich door oude, met knotwilgen omzoomde, polderdijken.
Een belangrijke activiteit is, naast de landbouw, het toerisme (camping, horeca). Vroeger was hier ook een grenspost.

## Geboren in Retranchement
- Adriaan Meijer (1852-1919), burgemeester van De Wijk, Emmen en Meppel
- I.J. de Kramer (1919-1994), molinoloog
- David Barnouw (1949), historicus, publicist

## Nabijgelegen kernen
Het Zoute, Cadzand, Cadzand-Bad, Sluis, Zuidzande, Westkapelle